# Blizanci (Čitluk, BiH)
Blizanci su naseljeno mjesto u općini Čitluk, Federacija BiH, BiH.

## Stanovništvo

### 1991.
Nacionalni sastav stanovništva 1991. godine, bio je sljedeći:
ukupno: 434
- Hrvati - 402
- Muslimani - 31
- ostali, nepoznati i neopredijeljeni - 1

### 2013.
Nacionalni sastav stanovništva 2013. godine, bio je sljedeći:
ukupno: 525
- Hrvati - 509
- Bošnjaci - 15
- ostali, nepoznati i neopredijeljeni - 1